# Брейгель, Ян (Старший)
Ян Бре́йгель Бархатный (также Старший, Цветочный, Райский) (нидерл. Jan Bruegel de Oude, МФА: [ˈjɑn ˈbrøːɣəl]) (1568, Брюссель — 13 января 1625, Антверпен) — южнонидерландский (фламандский) рисовальщик и живописец. Сын Питера Брейгеля Старшего «Мужицкого», младший брат Питера Брейгеля Младшего. Близкий друг и сотрудник Питера Пауля Рубенса. Он изобрёл новые жанровые разновидности картин — пейзажей и натюрмортов — такие как «картины с цветочными гирляндами» (нидерл. bloemenslingerschilderijen), «райские пейзажи» и изображения картинных галерей в первой четверти XVII века.
Художника прозвали «Бархатным Брейгелем» (fluwelen Brueghel), «Цветочным Брейгелем» (bloemen Brueghel) и «Райским Брейгелем» (paradijs Brueghel). Считается, что первое прозвание было дано за его мастерство в изображении дорогих тканей и тёплый колорит с «бархатистой» цветовой фактурой картин (в иной версии — за пристрастие к дорогой одежде), второе прозвание — отсылка к его славе как художника натюрмортов из цветов, а последнее — к изобретению им жанра «райского пейзажа».

## Биография

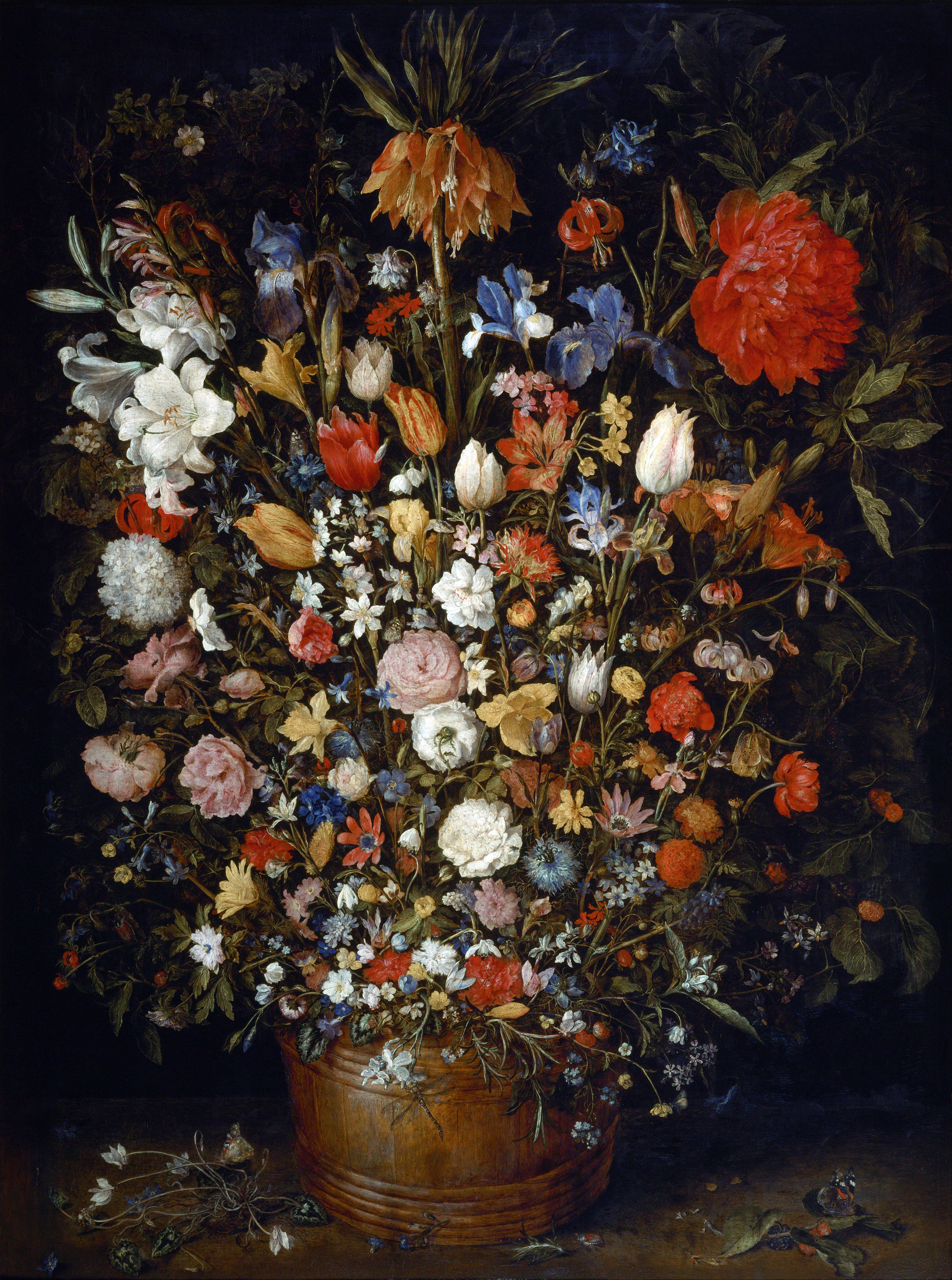
Цветы в деревянной кадке. 1606—1607. Дерево, масло. Музей истории искусств, Вена

Ян Брейгель родился в 1568 году в Брюсселе. Он был вторым ребёнком Питера Брейгеля Старшего и его жены Майкен Кук. Когда Яну исполнился год, умер его отец. Ещё через несколько лет, в 1578 году, умерла мать. Детей, Питера и Яна, воспитывала бабушка по материнской линии, художница-миниатюристка Майкен Верхюлст; она же обучала их рисунку и живописи.
Впоследствии Ян Брейгель учился у Питера Гуткинта и Гиллиса ван Коннинкслоо. В 1589 году он отправился в Италию. С 1592 по 1595 годы Ян Брейгель жил в Риме, там он подружился с живописцем-пейзажистом Паулем Брилем. Два художника работали вместе и оказали друг на друга влияние. Ещё одно сотрудничество имело место с Гансом (Иоганном) Роттенхаммером, который познакомил его с искусством Венеции. В Милане Ян Брейгель написал множество пейзажей и натюрмортов для своего нового друга и покровителя, итальянского кардинала Федерико Борромео.
Ян Брейгель Старший вернулся в Антверпен в 1596 году, где и провёл остаток своей жизни. 23 января 1599 года женился на Изабелле де Йод, дочери Герарда де Йода. Их первый сын Ян Брейгель Младший, родившийся 13 сентября 1601 года, был позднее крёстным отцом Рубенса и тоже стал известным художником. В том же году отец зарегистрировался как бюргер Антверпена, чтобы стать деканом антверпенской Гильдии Святого Луки (1601—1602). В 1599 году Брейгель стал членом Братства романистов в Антверпене.
В 1603 году у него родилась дочь Пасхазия и умерла жена Изабелла де Йод. Лето 1604 года Брейгель провёл в Праге при дворе императора Рудольфа II и по возвращении купил дом «Де Меерминне» на Ланге-Нейстраат. В следующем году он повторно женился на Катарине ван Марьенбург, от которой у него было восемь детей, включая будущего художника Амброзиуса Брейгеля.
С 1606 года Ян Брейгель работал при брюссельском дворе наместников испанских Нидерландов Альбрехта и Изабеллы.
Ян Брейгель Старший умер в 1625 году от холеры в возрасте пятидесяти семи лет, жертвой эпидемии вместе с ним стали трое его детей (Питер, Элизабет и Мария). Среди его учеников были художник-пейзажист Абрахам Говартс и мастер цветочных натюрмортов Даниэль Зегерс.

## Творчество
Ян Брейгель Старший представлял собой тип «учёного художника» (лат. pictor doctus) — эрудированного мастера, произведения которого наполнены религиозными мотивами, идеями католической контрреформации, а также темами гуманитарных и естественнонаучных исследований и открытий своего времени. Он работал во многих жанрах, включая картины на исторические и библейские сюжеты, цветочные натюрморты, лесные и морские пейзажи, сцены охоты, деревенские и батальные сюжеты, сцены «ада и преисподней» (taferelen van de hel en de onderwereld). Он также писал картины, которые представляли собой имитацию, стилизацию и переработку произведений отца, в частности «сценок с крестьянами». Ян Брейгель также написал большое количество картин на мифологические сюжеты и аллегорические композиции, например: «Пять чувств (слух, зрение, осязание, обоняние, вкус)» и «Четыре элемента (воздух, земля, вода, огонь)» (1617—1618), совместно с Рубенсом, который считал Яна Брейгеля своим «старшим братом».
К творческому наследию Яна Брейгеля Старшего относится множество великолепных пейзажей с маленькими, оживляющими картины человеческими фигурками. При этом он обычно использовал традиционную для нидерландской живописи трёхцветную схему: тёмный коричневатый передний план, зелёный главный, второй и голубовато-воздушный третий, дальний, а также характерный «низкий горизонт».
Ян Брейгель знаменит натуралистическими изображениями цветов в виде натюрмортов или цветочных венков и гирлянд. Благодаря своей покровительнице эрцгерцогине, художник имел доступ в королевские оранжереи при дворе Альбрехта и Изабеллы в Брюсселе, в которых выращивали редчайшие растения. Он всегда писал с натуры и ожидал по много месяцев, когда расцветёт то или иное растение.
Ян Брейгель Старший достиг технического мастерства, позволившего ему изображать животных, цветы и пейзажи с поразительной точностью в деталях и высокой степенью законченности. Он в совершенстве овладел техникой миниатюризма. Несмотря на свой скрупулёзный метод, Ян Брейгель Старший был очень продуктивным художником. Ему приписывают около 450 работ. Крупнейшие коллекции его произведений находятся в музее Прадо в Мадриде, Старой пинакотеке в Мюнхене и Музее истории искусств в Вене. Некоторые из его картин можно увидеть в Музее изящных искусств Севильи. В Санкт-Петербургском Эрмитаже хранятся девять картин Яна Брейгеля Старшего (и две его мастерской).
Брейгель часто писал фигуры в пейзажах других художников, например в картинах Йооса де Момпера. У Брейгеля была большая семейная мастерская, которая позволяла ему вместе с помощниками создавать большое количество произведений. После смерти Брейгеля в 1625 году мастерскую своего отца взял на себя Ян Брейгель Младший. Это видно из сохранившихся картин, принадлежащих линии его отца, а также из постоянного сотрудничества с бывшими сотрудниками отца, такими как Рубенс и Хендрик ван Бален. Продукция мастерской способствовала широкому распространению творчества Яна Брейгеля Старшего.
Цветочные композиции Яна Брейгеля Старшего являются в истории искусства одними из первых в своём роде. Жанр цветочного натюрморта успешно продолжал ученик Яна Брейгеля — Даниэль Зегерс вместе с Симоном де Восом. Примерно в то же время Амброзиус Босхарт и Рулант Саверей также писали свои первые цветочные натюрморты.
Брейгель часто писал «рамки» из цветочных гирлянд (нидерл. bloemenslingerschilderijen) в особого рода композициях «картин с цветочными гирляндами» (нидерл. bloemenslingerschilderijen): вокруг фигурной композиции или портрета художник писал гирлянды из цветов. Своеобразный жанр картин-гирлянд был вдохновлён культом Девы Марии «Розария», распространённым при дворе австрийских Габсбургов (правивших в то время Южными Нидерландами) и в Антверпене в период Контрреформации. Картины с гирляндами обычно представляли собой результат сотрудничества мастеров натюрморта и художников «фигуристов». Брейгель писал цветочные рамки и гирлянды в картинах таких художников, как Хендрик ван Бален, Хендрик де Клерк, Питер ван Авонт или Рубенс. Примером может служить «Рай земной с грехопадением Адама и Евы» Брейгеля и Рубенса в Маурицхёйсе в Гааге. В 2006 году сотрудничеству Рубенса и Брейгеля были посвящены специальные выставки в Маурицхёйсе и в Старой Пинакотеке в Мюнхене.
Цветочные гирлянды и натюрморты из цветов по примеру Брейгеля писали и другие известные нидерландские живописцы: Бальтазар ван дер Аст, Питер ван Авонт, Абрахам Брейгель, Амброзиус Брейгель, Амброзиус Босхарт, Даниэль Зегерс, Симон де Вос, Александер Коземанс, Ян Давидс де Хем, Йоханнес Херманс, Франс Франкен Младший. Продолжателем жанра живописи «сцен ада и преисподней» стал Якоб Исаакс ван Сваненебург.

## Генеалогия
|  |  |                                    |                                    |                                    |                                    |                                    |                                    |  |  | Питер Брейгель Старший (ок. 1525 — 1569) |                                 |                                 |                                 |                                 |                                 |  |  |               |               |               |               |               |               |  |  |                                  |                                  |                                  |                                  |                                  |                                  |  |  |  |  |  |  |  |  |
|  |  |                                    |                                    |                                    |                                    |                                    |                                    |  |  |                                          |                                 |                                 |                                 |                                 |                                 |  |  |               |               |               |               |               |               |  |  |                                  |                                  |                                  |                                  |                                  |                                  |  |  |  |  |  |  |  |  |
|  |  |                                    |                                    |                                    |                                    |                                    |                                    |  |  |                                          |                                 |                                 |                                 |                                 |                                 |  |  |               |               |               |               |               |               |  |  |                                  |                                  |                                  |                                  |                                  |                                  |  |  |  |  |  |  |  |  |
|  |  | Питер Брейгель Младший (1564—1638) | Питер Брейгель Младший (1564—1638) | Питер Брейгель Младший (1564—1638) | Питер Брейгель Младший (1564—1638) | Питер Брейгель Младший (1564—1638) | Питер Брейгель Младший (1564—1638) |  |  | Ян Брейгель Старший (1568—1625)          | Ян Брейгель Старший (1568—1625) | Ян Брейгель Старший (1568—1625) | Ян Брейгель Старший (1568—1625) | Ян Брейгель Старший (1568—1625) | Ян Брейгель Старший (1568—1625) |  |  | Мари Брейгель | Мари Брейгель | Мари Брейгель | Мари Брейгель | Мари Брейгель | Мари Брейгель |  |  |                                  |                                  |                                  |                                  |                                  |                                  |  |  |  |  |  |  |  |  |
|  |  | Питер Брейгель Младший (1564—1638) | Питер Брейгель Младший (1564—1638) | Питер Брейгель Младший (1564—1638) | Питер Брейгель Младший (1564—1638) | Питер Брейгель Младший (1564—1638) | Питер Брейгель Младший (1564—1638) |  |  | Ян Брейгель Старший (1568—1625)          | Ян Брейгель Старший (1568—1625) | Ян Брейгель Старший (1568—1625) | Ян Брейгель Старший (1568—1625) | Ян Брейгель Старший (1568—1625) | Ян Брейгель Старший (1568—1625) |  |  | Мари Брейгель | Мари Брейгель | Мари Брейгель | Мари Брейгель | Мари Брейгель | Мари Брейгель |  |  |                                  |                                  |                                  |                                  |                                  |                                  |  |  |  |  |  |  |  |  |
|  |  |                                    |                                    |                                    |                                    |                                    |                                    |  |  |                                          |                                 |                                 |                                 |                                 |                                 |  |  |               |               |               |               |               |               |  |  |                                  |                                  |                                  |                                  |                                  |                                  |  |  |  |  |  |  |  |  |
|  |  | Амбросий Брейгель (1617—1675)      | Амбросий Брейгель (1617—1675)      | Амбросий Брейгель (1617—1675)      | Амбросий Брейгель (1617—1675)      | Амбросий Брейгель (1617—1675)      | Амбросий Брейгель (1617—1675)      |  |  | Ян Брейгель Младший (1601—1678)          | Ян Брейгель Младший (1601—1678) | Ян Брейгель Младший (1601—1678) | Ян Брейгель Младший (1601—1678) | Ян Брейгель Младший (1601—1678) | Ян Брейгель Младший (1601—1678) |  |  | Анна Брейгель | Анна Брейгель | Анна Брейгель | Анна Брейгель | Анна Брейгель | Анна Брейгель |  |  | Давид Тенирс Младший (1610—1690) | Давид Тенирс Младший (1610—1690) | Давид Тенирс Младший (1610—1690) | Давид Тенирс Младший (1610—1690) | Давид Тенирс Младший (1610—1690) | Давид Тенирс Младший (1610—1690) |  |  |  |  |  |  |  |  |
|  |  | Амбросий Брейгель (1617—1675)      | Амбросий Брейгель (1617—1675)      | Амбросий Брейгель (1617—1675)      | Амбросий Брейгель (1617—1675)      | Амбросий Брейгель (1617—1675)      | Амбросий Брейгель (1617—1675)      |  |  | Ян Брейгель Младший (1601—1678)          | Ян Брейгель Младший (1601—1678) | Ян Брейгель Младший (1601—1678) | Ян Брейгель Младший (1601—1678) | Ян Брейгель Младший (1601—1678) | Ян Брейгель Младший (1601—1678) |  |  | Анна Брейгель | Анна Брейгель | Анна Брейгель | Анна Брейгель | Анна Брейгель | Анна Брейгель |  |  | Давид Тенирс Младший (1610—1690) | Давид Тенирс Младший (1610—1690) | Давид Тенирс Младший (1610—1690) | Давид Тенирс Младший (1610—1690) | Давид Тенирс Младший (1610—1690) | Давид Тенирс Младший (1610—1690) |  |  |  |  |  |  |  |  |
|  |  |                                    |                                    |                                    |                                    |                                    |                                    |  |  |                                          |                                 |                                 |                                 |                                 |                                 |  |  |               |               |               |               |               |               |  |  |                                  |                                  |                                  |                                  |                                  |                                  |  |  |  |  |  |  |  |  |
|  |  |                                    |                                    |                                    |                                    |                                    |                                    |  |  | Абрахам Брейгель (1631—1697)             |                                 |                                 |                                 |                                 |                                 |  |  |               |               |               |               |               |               |  |  |                                  |                                  |                                  |                                  |                                  |                                  |  |  |  |  |  |  |  |  |

## Галерея

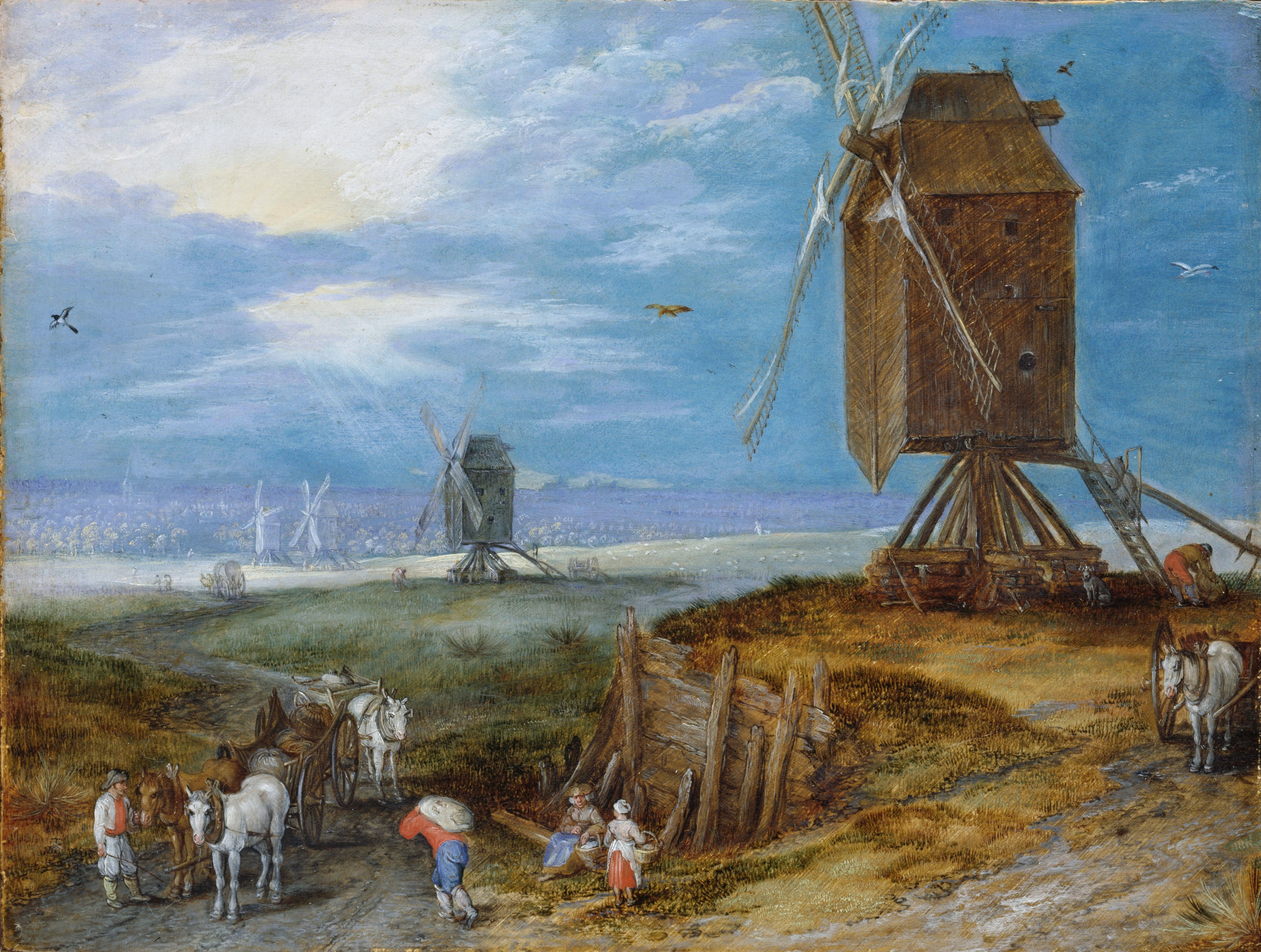
Пейзаж с мельницами, крестьянами и повозками на переднем плане. Ок. 1608. Дерево, масло. Художественный музей Шверина, Германия
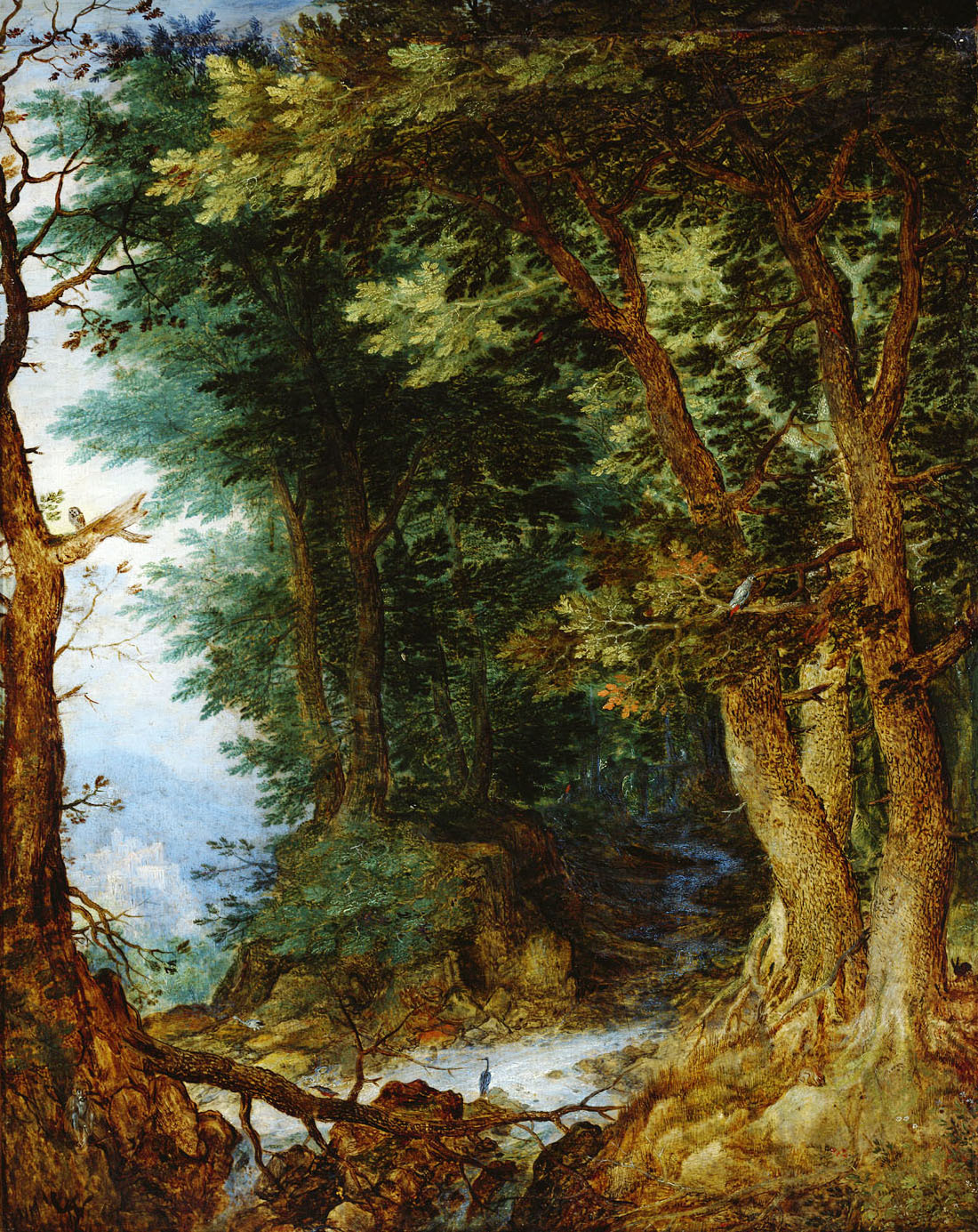
Лесной пейзаж. Между 1605 и 1610. Дерево, масло. Музей истории искусств, Вена
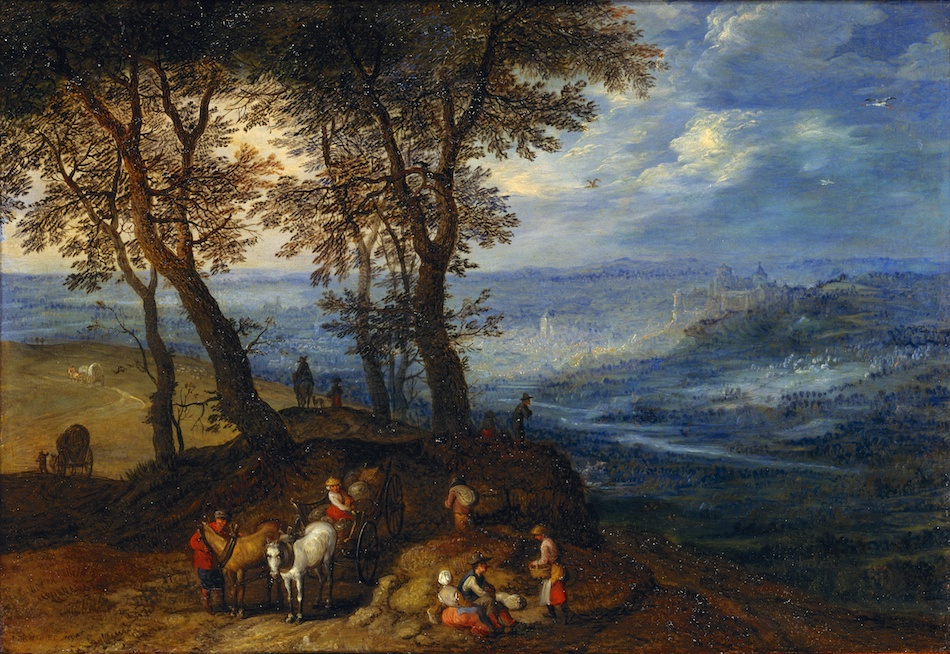
Пейзаж с крестьянами, едущими на ярмарку. 1598. Миниатюра. Медь, масло. Токийский художественный музей Фудзи (англ.), Япония
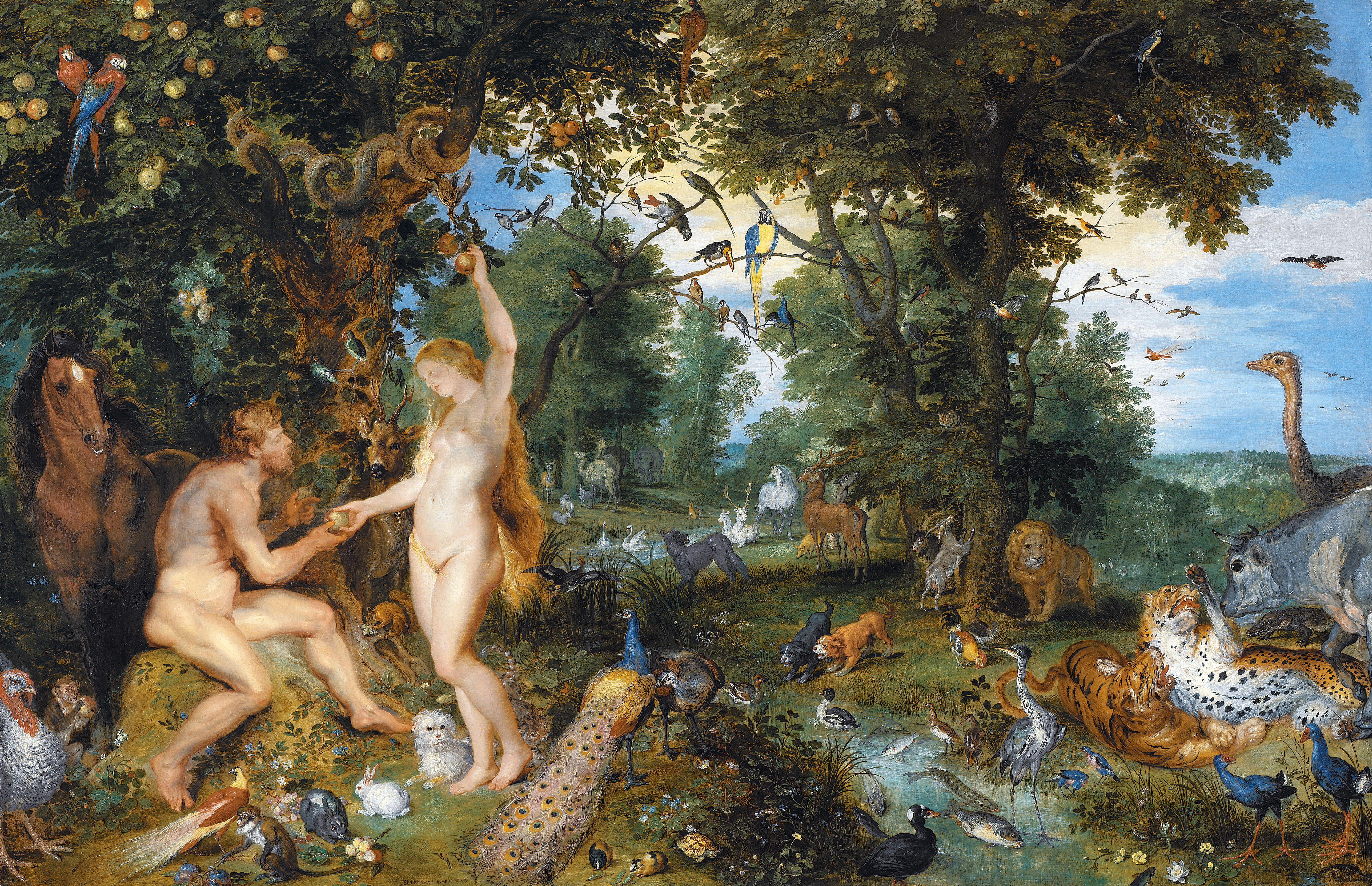
Адам и Ева в райском саду. Около 1615. Дерево, масло. Совместно с Питером-Паулем Рубенсом. Галерея Маурицхёйс, Гаага, Нидерланды
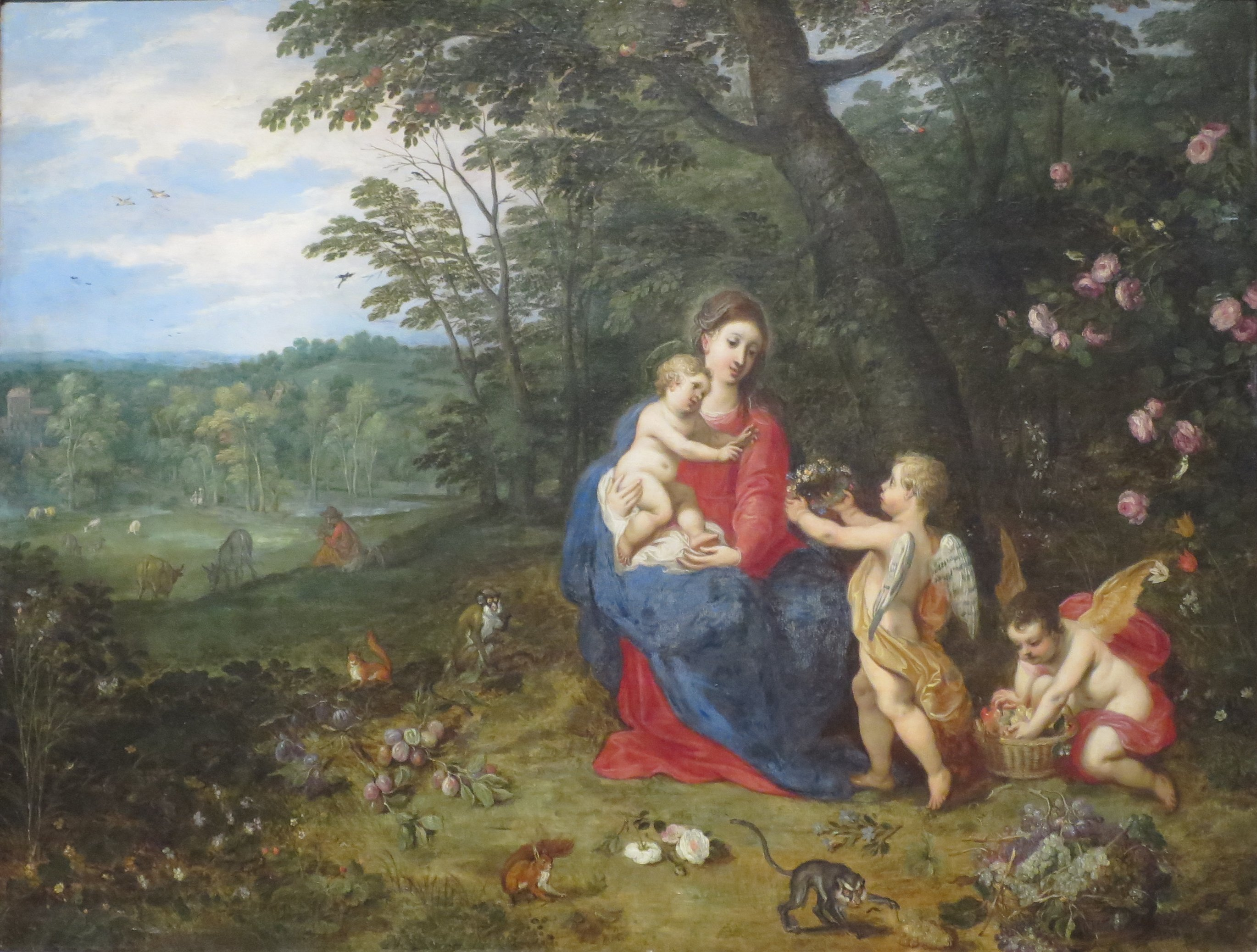
Отдых Святого семейства на пути в Египет. Около 1620. Дерево, масло. Совместно с Хендриком ван Баленом и Гансом Роттенхаммером. Музей искусств Колумбуса (англ.) , Огайо, США
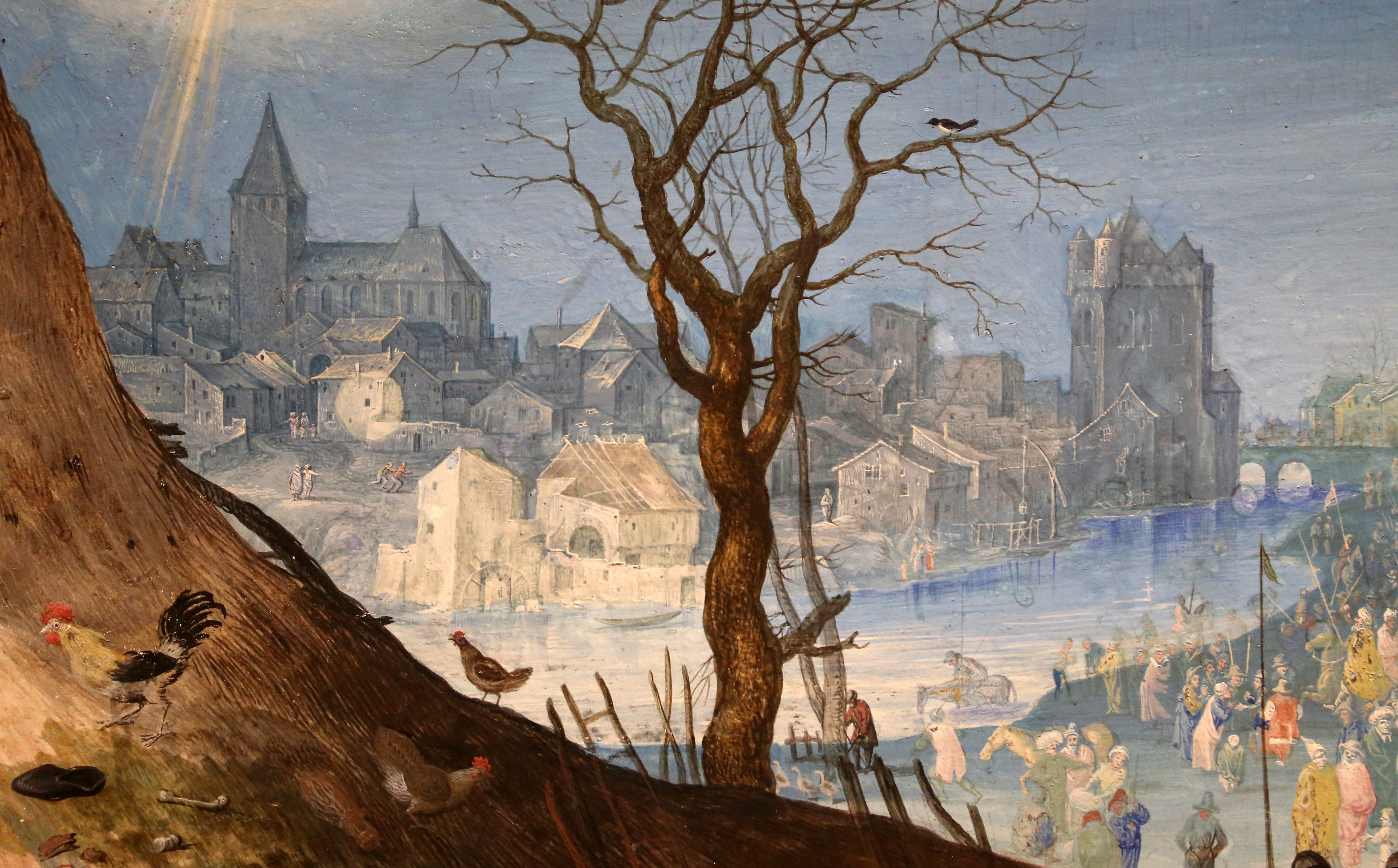
Поклонение волхвов. 1598. Дерево, масло. Лондонская национальная галерея
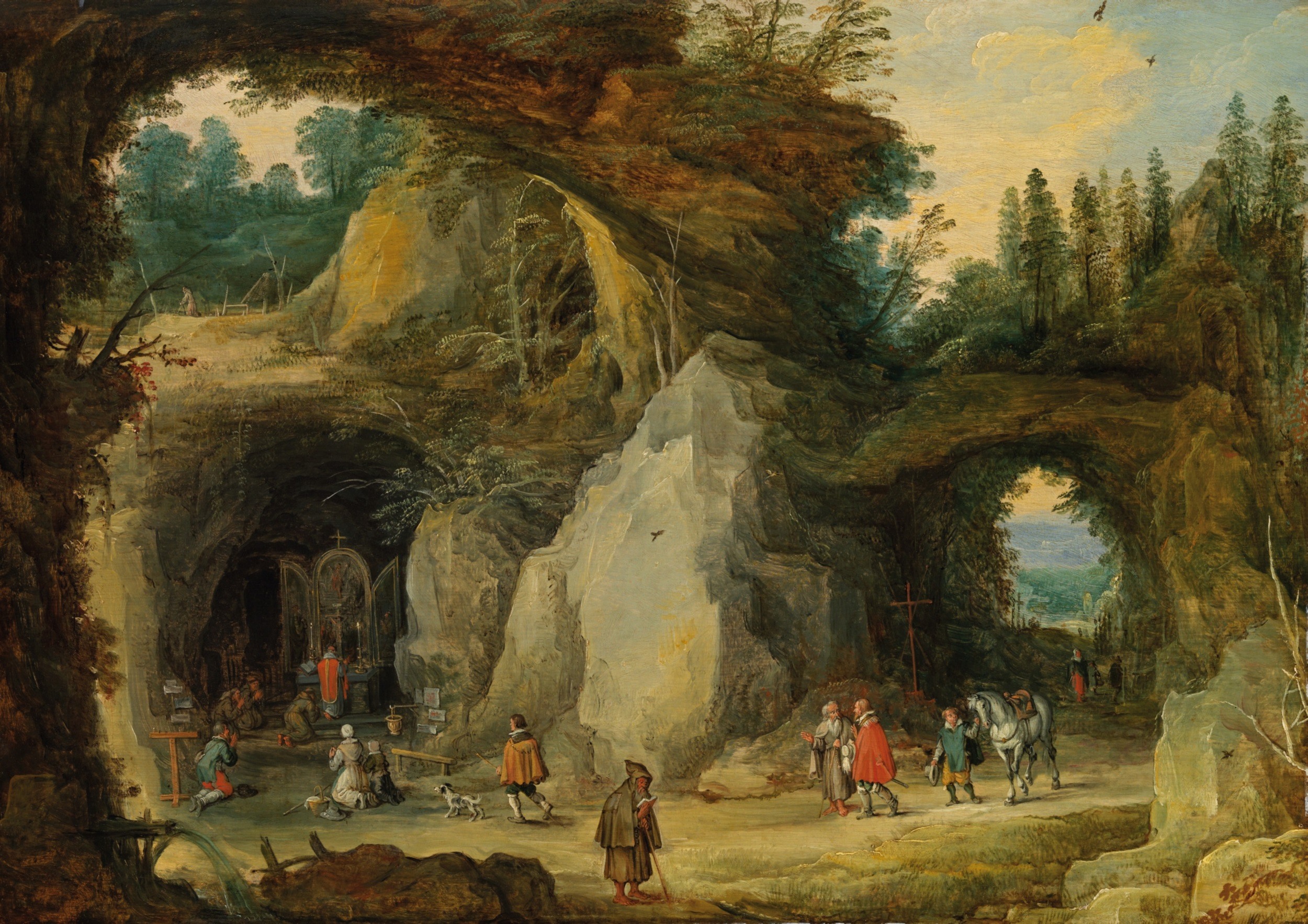
Горный пейзаж с пилигримами и пещерной капеллой. Ок. 1626. Дерево, масло. Совместно с Йоосом де Момпером.  Коллекция Лихтенштейнов, Вена
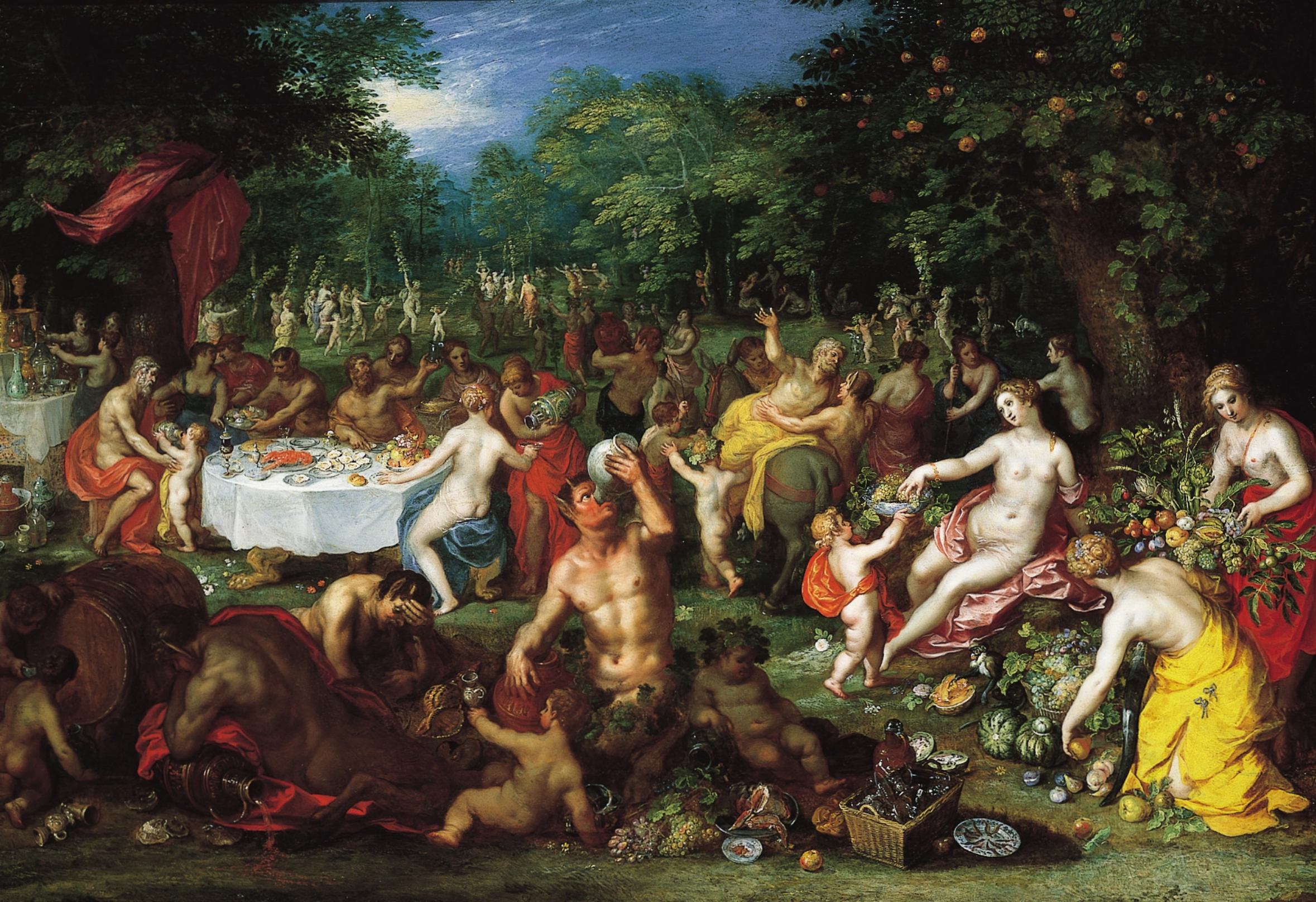
Вакханалия. Между 1608 и 1616. Дерево, масло. Совместно с Хендриком ван Баленом. Спиид-Арт музей, Кентукки, США
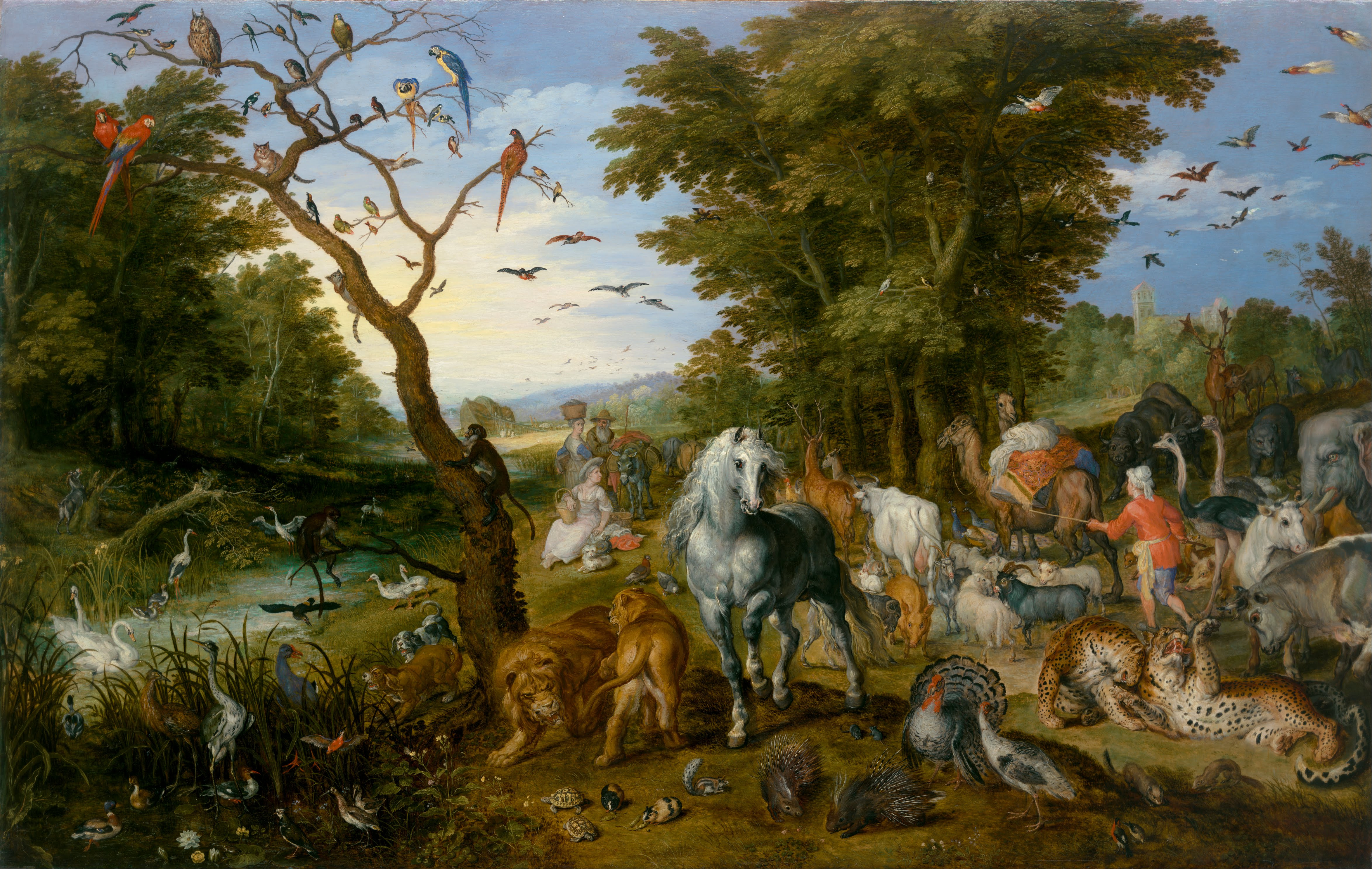
Ввод животных в Ноев ковчег. 1613. Дерево, масло. Центр Гетти, Лос-Анджелес, Калифорния, США
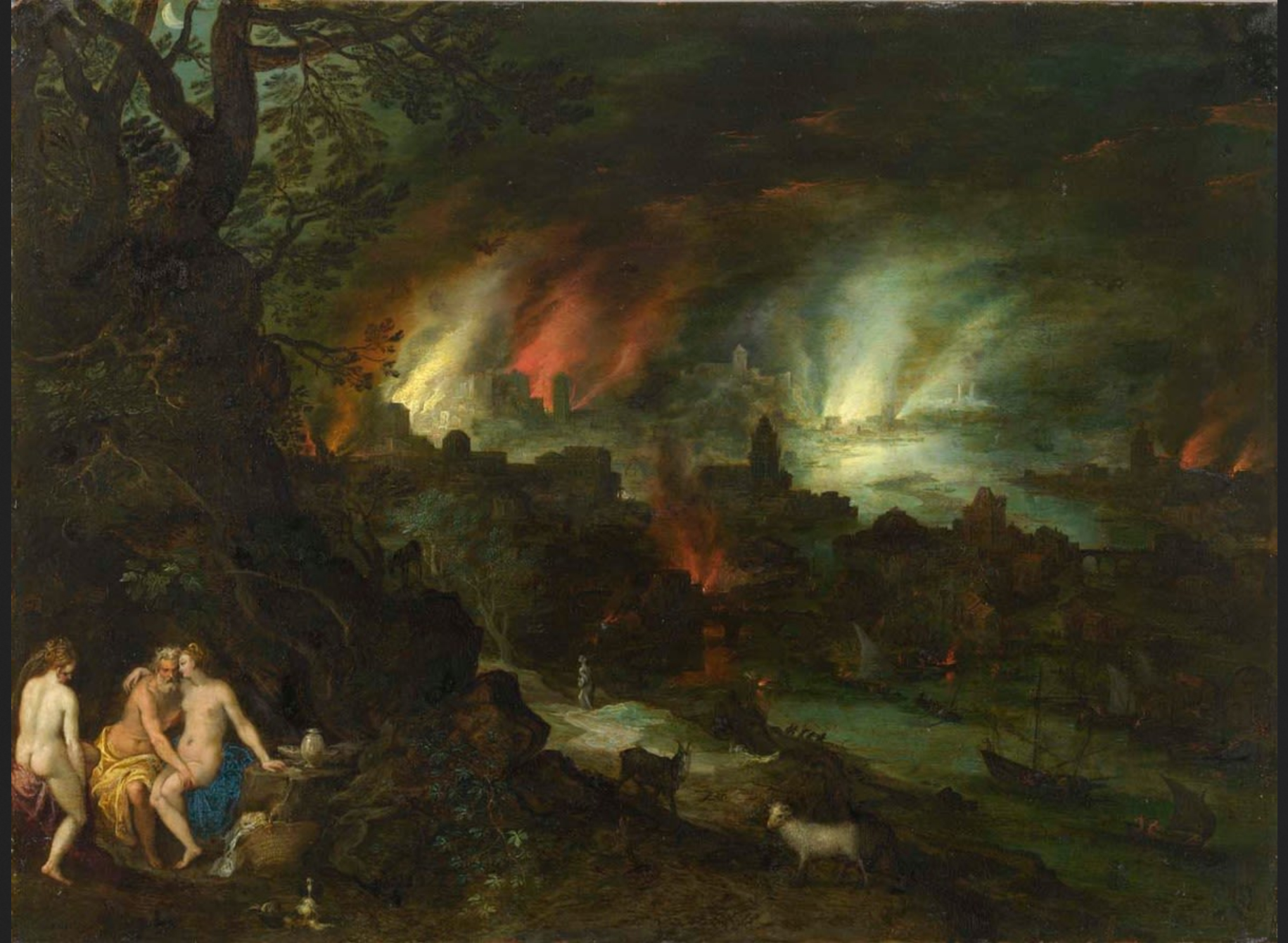
Лот с дочерьми. Ок. 1597. Дерево, масло. Совместно с Гансом Роттенхаммером. Старая пинакотека, Мюнхен
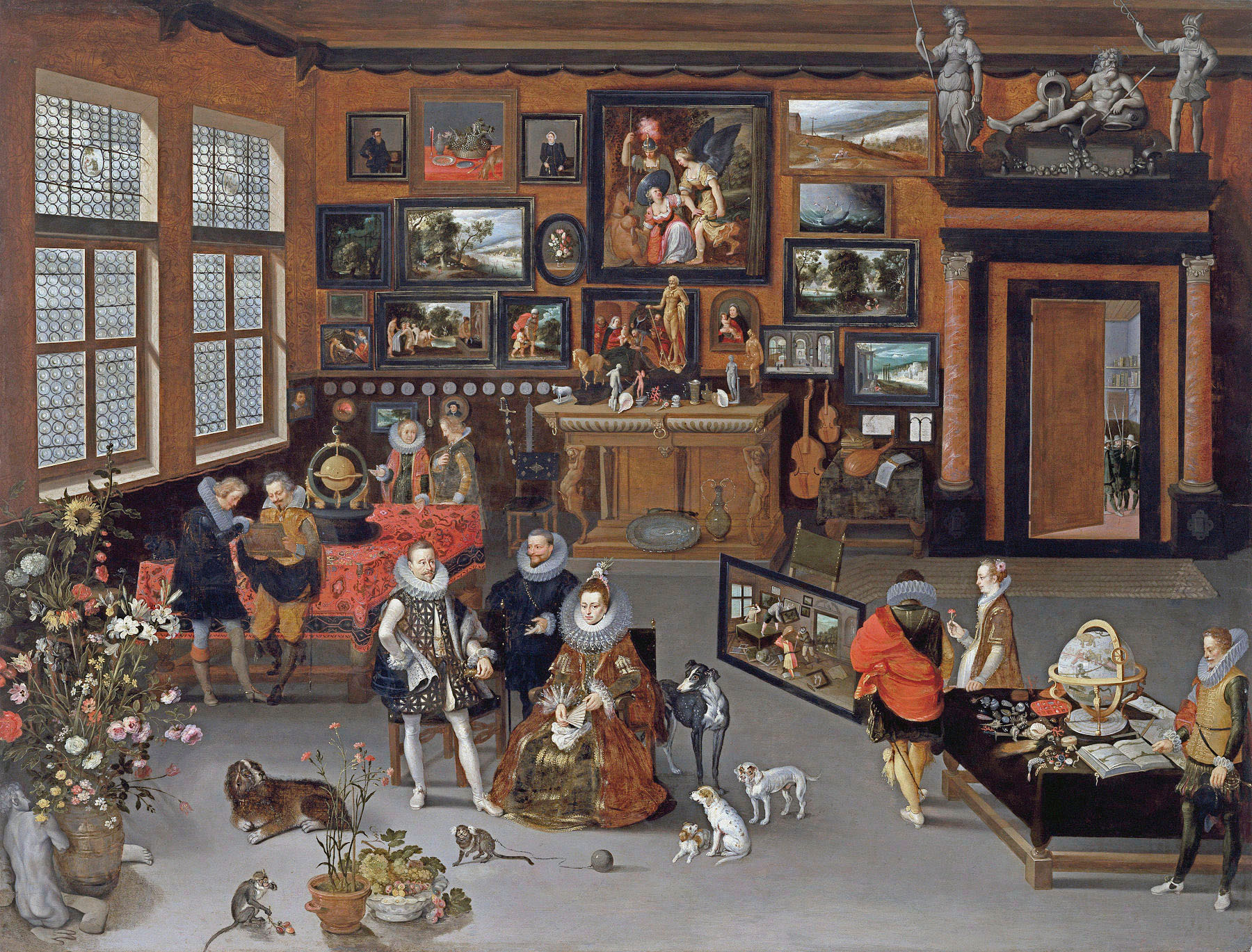
Эрцгерцоги Альбрехт VII и Изабелла посещают кабинет коллекционера. Между 1621 и 1623. Дерево, масло. Совместно с Иеронимом Франкеном Вторым. Художественный музей Уолтерса, Балтимор, США
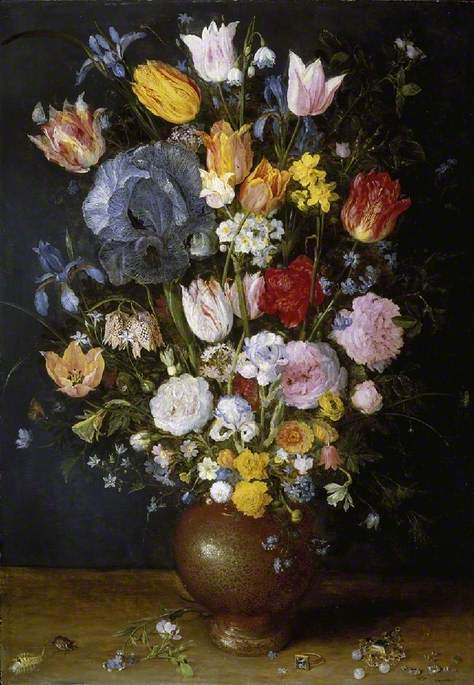
Керамическая ваза с цветами. Ок. 1608. Дерево, масло. Музей Фицуильяма, Кембридж, Великобритания
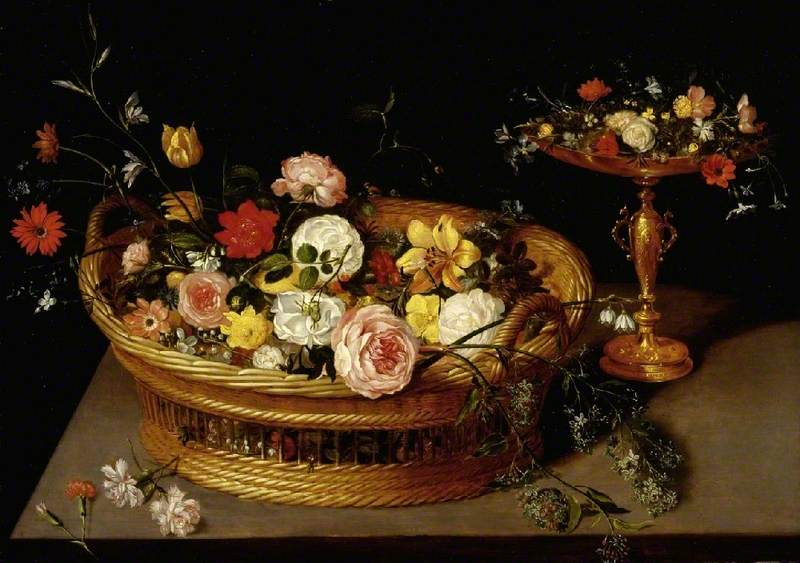
Корзина с цветами. Ок. 1608. Дерево, масло. Музей Фицуильяма, Кембридж, Великобритания
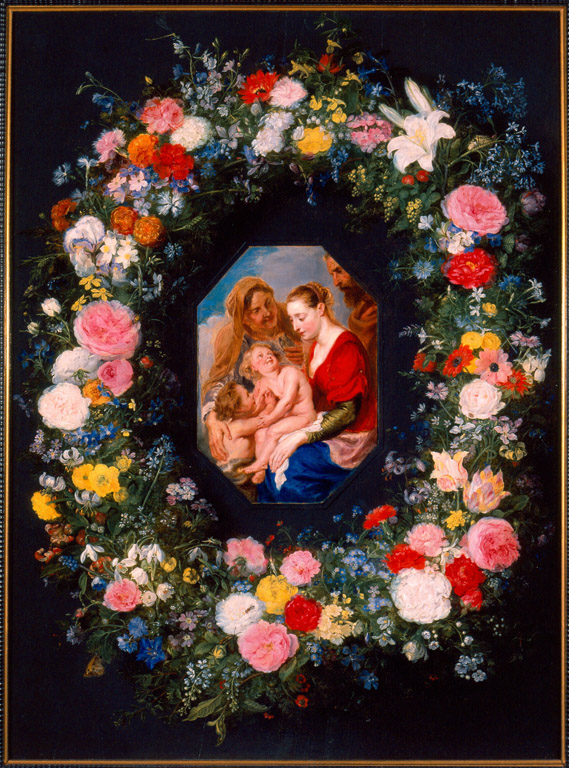
Святое семейство с цветочной гирляндой. Ок. 1620. Дерево, масло. Хай-музей (англ.) , Атланта, Джорджия, США
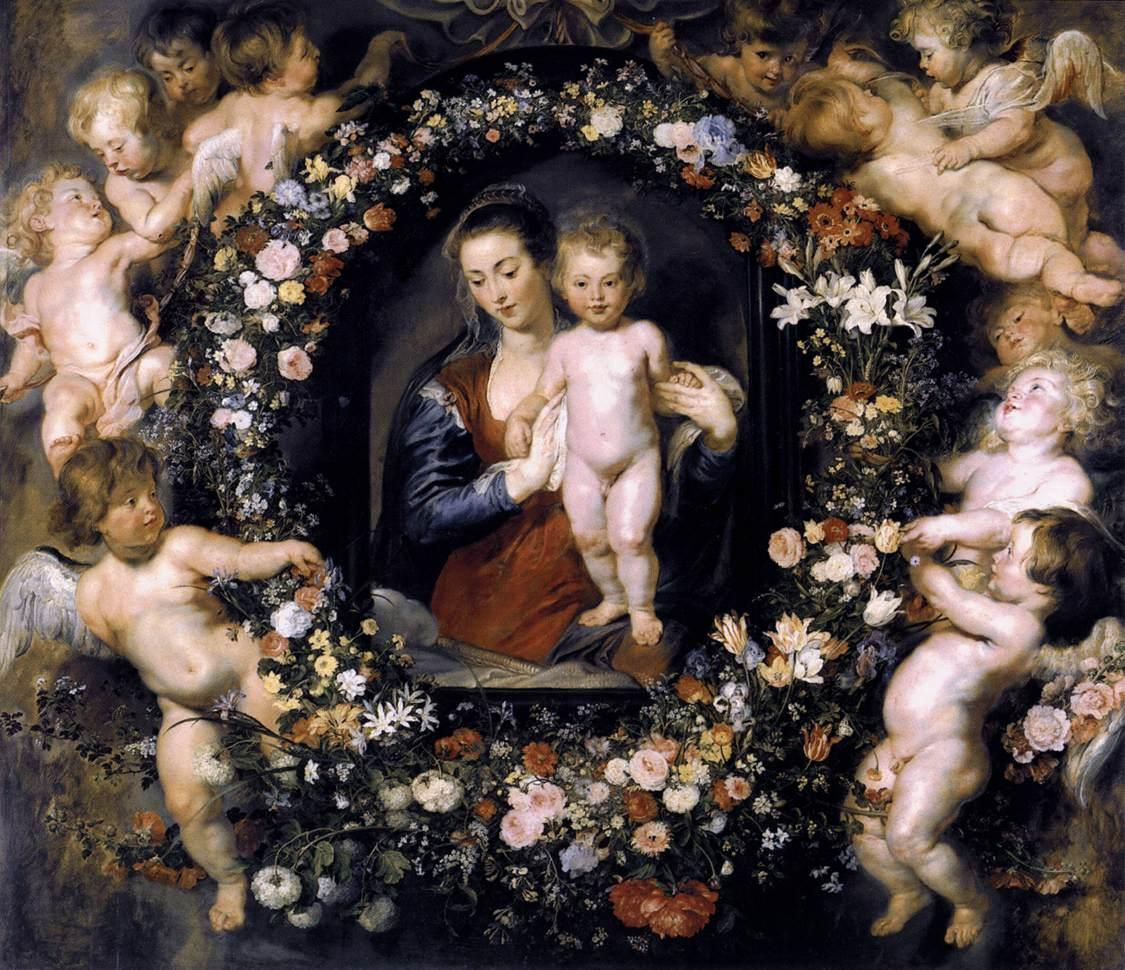
Питер Пауль Рубенс и Ян Брейгель Старший. Mадонна в цветочном венке. Ок. 1619. Дерево, масло. Старая пинакотека, Мюнхен